# Танос
Та́нос (англ. Thanos) — суперзлодей комиксов издательства Marvel Comics. Дебютировал в бронзовом веке комиксов. Его первое появление состоялось в комиксе Iron Man #55 (февраль, 1973), был создан писателем-художником Джимом Старлином. Имя персонажа является выводом из имени Танатос, олицетворения смерти в греческой мифологии. Танос появлялся во многих продуктах Marvel Comics, в том числе в анимационных фильмах, компьютерных играх, фильмах и игрушках.
Персонаж появился в медиафраншизе «Кинематографическая вселенная Marvel» (КВМ) в исполнении Дэмиона Пуатье в фильме «Мстители» (2012) и Джоша Бролина в фильмах «Стражи Галактики» (2014), «Мстители: Эра Альтрона» (2015), «Мстители: Война бесконечности» (2018) и «Мстители: Финал» (2019) с помощью голоса и захвата движения.

## Происхождение
Сценарист Джим Старлин изначально придумал Таноса, взяв за основу Титана, на занятиях по психологии в колледже. Сам Старлин вспоминает это так:
Я ходил в колледж, после службы в армии и до получения работы в комиксах, и посещал занятия по психологии, на котором я придумал Таноса и… Дракса Разрушителя, но я не уверен, подходил ли он, наверное просто для управления гневом. Так я пришёл в издательство Marvel и [редактор] Рой [Томас] спросил меня, хочу ли я сделать выпуск Iron Man. Я почувствовал, что это мой единственный шанс создать персонажа, не имея уверенности, что моя карьера продлится дольше пары недель. Таким образом всё и произошло. Танос изначально был более тощим персонажем, и Рой предложил укрепить его, поэтому он стал куда крепче оригинальных набросков… и позже мне так понравилось укрупнять персонажа, что он продолжал расти в размерах.
Старлин подтвердил влияние Дарксайда Джека Кёрби на Таноса:
Кёрби создал Новых Богов, которых я нашёл восхитительными. В то время он был в DC. Я пришёл к некоторым вещам, вдохновлённый этим. Вы можете подумать, что Танос был навеян Дарксайдом, но когда я пришёл с набросками, они не были похожи. В моих первых набросках Таноса, если уж он походил на кого-либо, то это на Метрона. У меня на руках были все эти разные боги и вещи, которые я хотел сделать, что в итоге стало Таносом и Титанами. Рой взглянул на парня в кресле, похожем на кресло Метрона и сказал: «Укрепи его! Если ты собираешься украсть одного из Новых Богов, то кради Дарксайда, действительно хорошего персонажа!»

## История публикаций
Танос впервые появился в расширенной сюжетной линии, охватывающей серии комиксов Iron Man № 55 в феврале 1973 году, Captain Marvel № 25-33 (март 1973 года — январь 1974 года), Marvel Feature № 12 (ноябрь 1973 года), Daredevil № 107 (январь 1974 года) и Avengers № 125 (июль 1974 года). Он вернулся в ещё одной обширной сюжетной линии, охватившей серии комиксов Strange Tales № 178—181 (февраль-август 1975 года, Warlock № 9-11 (октябрь 1975 года — январь 1976 года), Marvel Team Up № 55 (март 1977 года) и ежегодник 1977 года для Avengers и Marvel Two-In-One (Танос появляется лишь под конец Warlock № 9). Он был также описан в короткой истории в Logan’s Run № 6 (июнь 1977 года) и имел небольшую роль в графическом романе Death of Captain Marvel (апрель 1982 года).
Персонаж был воскрешён в Silver Surfer том 3 № 34 (февраль 1990 года) и появлялся там в качестве приглашённой звезды вплоть до выпуска № 50 (июнь 1991 года), в то же время появляясь в Thanos Quest № 1-2 (сентябрь-октябрь 1990 года) и Infinity Gauntlet № 1-42 (февраль 1992 года — август 1995 года). У Таноса также была повторяющаяся роль в Warlock and the Infinity Watch № 1-42 (февраль 1992 года — август 1995 года). Она была продолжена появлением в кроссовере Infinity War № 1-6 (июнь-ноябрь 1993 года), Silver Surfer том 3 № 86-88 (ноябрь 1993 года — январь 1994 года), Warlock Chronicles № 6-8, Thor № 468—471 (ноябрь 1993 года — февраль 1994 года), Secret Defenders № 11-14 (январь-апрель 1994 года), Cosmic Powers № 1-6 (март-июль 1994 года) и Cosmic Power Unlimited № 1 (май 1995 года).
Танос появился в связанной сюжетной линии между сериями Ka-Zar том 2 № 4-11 (август 1997 года — март 1998 года), Ka-Zar Annual (1997 год) и X-Man and Hulk Annual (1998 год), затем появился в Thor том 2 № 21-25 (март — июль 2000 года) и в ежегоднике 2000 года. Персонаж был использован в Captain Marvel том 4 № 17-19 (июнь — август 2001 года), Avengers: Celestial Quest № 1-8 (ноябрь 2001 года — июнь 2002 года) и Infinity Abyss № 1-6 (август — октябрь 2002 года).
В 2004 году Танос получил одноимённую серию комиксов на 12 выпусков. В 2006 году персонаж сыграл важную роль в Annihilation: Silver Surfer № 1-4 (июнь-сентябрь 2006 года) и Annihilation № 1-6 (октябрь 2006 — март 2007 года). Персонаж был представлен заново в Guardians of the Galaxy том 2 № 24-25 (апрель-май 2010 года) и играл важную роль в The Thanos Imperative: Ignition (июнь 2010 года) и The Thanos Imperative № 1-6 (июль-декабрь 2010 года).
Персонаж вернулся в Avengers Assemble № 1 (март 2012 года). Мини-серия под названием Thanos: Son of Titan Джо Китинга планировалась для публикации в августе 2012 года, но была отменена. Avengers:Infinity War 2018

## Биография

Танос сражается с Человеком-Пауком и Существом на обложке Marvel Two-in-One Annual № 2 (1977 год). Художник Джим Стерлин

«С космическим огнём в венах и кровью миллионов миров, капающих с его пальцев. Со всей бесконечностью, дрожащей перед ним. Со смертью, которая всегда является его ближайшим компаньоном. Танос Разрушитель вернулся домой».
Танос был рождён на одном из Спутников Сатурна, Титане. Его родителями были Вечные, Ментор и Сьюи-Сэйн. Танос оказался носителем гена Девиантов, и потому носил в себе черты внешнего вида родственной Вечным расы. Хотя с ним обращались честно, Танос стал очень заботиться о своём внешнем виде и изолировал себя, играя лишь со своим братом Эросом (Старфокс). Танос заинтересовался нигилизмом и смертью и начал служить и влюбился в физическое воплощение смерти, Госпожу Смерть. Став взрослым, Танос использовал знание бионики и мистицизм, чтобы стать самым сильным среди жителей Титана, и стал часто упоминаться, как Безумный Титан.

### Космический Куб и Камни Бесконечности
Желая впечатлить Госпожу Смерть, Танос собирает собственную армию из инопланетян и начинает ядерную бомбардировку Титана, что привело к миллионным потерям среди его расы. В поисках вселенского источника силы в форме Космического Куба Танос прибывает на Землю. Во время приземления его корабль разрушает машину семьи, засвидетельствовавшей его прибытие. Для Таноса осталось неизвестным, что двое в машине выжили: дух отца был сохранён дедом Таноса, ставшим воплощением времени Хроносом, и получил новую жизнь, став Драксом Разрушителем, а дочь была найдена отцом Таноса, Ментором; она выросла и стала героиней Лунным Драконом. Танос в конце концов нашёл Куб и привлёк к себе внимание Госпожи Смерть. Пожелав, чтобы Куб сделал его всемогущим, Танос затем избавляется от него. Он заключает Хроноса и мучает героя Кри Капитана Марвела, который с помощью Мстителей и ИСААКА (суперкомпьютера на Титане) в конце концов побеждает Таноса и уничтожает Куб.
Танос позже приходит помочь Адаму Уорлоку в войне против Магуса и его религиозной империи. В ходе этого союза Танос вынашивает план, как объединиться с Госпожой Смерть, втайне переливает энергию из Камня Души Уорлока и объединяет её с силой других Камней Бесконечности, чтобы создать оружие, способное уничтожить звезду. Уорлок вызывает Мстителей и Капитана Марвела, чтобы остановить Таноса, но план проваливается, и Танос убивает Уорлока. Титан перегруппировывает свои силы и захватывает героев, которых позже освобождает Человек-паук и Существо. Таноса в итоге останавливает Уорлок, чей дух объединяется с Камнем Души, и обращает Таноса в камень. Дух Таноса после показывается составившим компанию духу Капитана Марвела в стране Смерти.

### Бесконечная Сага
Танос, в конце концов, был воскрешён и вновь собрал Камни Бесконечности. Он использовал камни, чтобы создать Перчатку Бесконечности, сделавшую его всемогущим, после чего стёр половину жизни во Вселенной, чтобы доказать свою любовь к Смерти. Это действие, а также несколько других, вскоре были обращены Адамом Уорлоком. Уорлок обнаруживает, что Танос всегда позволял себя победить, поскольку знал втайне, что не заслуживает абсолютной силы. Танос присоединяется к Уорлоку как часть Бесконечной Стражи и помогает ему победить сначала злую и добрую половины Адама, а также вылечить Тора от «боевого безумия».

### Другие приключения

Танос с Перчаткой бесконечности на обложке коллекционного издания Infinity Gauntlet (2011 год). Рисунок Джорджа Переса

Танос позже набрал команду суперзлодеев с Земли и поместил их под полевое руководство Гитара, чтобы они добыли робота, содержащего знания универсальной библиотеки. Танос использовал информацию, полученную из робота, чтобы сразить Тиранта, неудачное создание Галактуса. Будучи заточённым в альтернативной реальности, Танос использовал помощь брата Ка-Зара, Парнивала Хищного, и позже Халка, чтобы сбежать, хотя обе попытки были безуспешными. Танос, в конце концов, освободился и вступил в битву с Тором, в ходе которой Танос уничтожил планету Ригел-3.
Позднее Танос использовал бога Тора и Генис-Велла (сына Капитана Марвела) против бога смерти Уолкера, попытавшегося ухаживать за Госпожой Смерть, и затем уничтожает божество после того, как Таносу отказали. Затем Танос изобретает план стать Всеотцом новой расы Богов, созданной им самим. Однако против него выступила бывшая участница Мстителей, Мантис, и её сын Куой, которому, по-видимому, было предначертано стать Небесным Мессией. Танос оставляет план после объединения с Госпожой Смерть для уничтожения «Рот», аберрации в глубоком космосе, вызванную любовью Таноса к Смерти. Танос также однажды провёл обширное исследование генетики, и после изучения многих героев и злодеев Вселенной клонировал их и смешал их ДНК со своим. Хотя позже он оставил проект, пять клонов выжили, версии Профессора Икс, Железного человека, Гладиатора, Доктора Стрэнджа и Галактуса. Шестая, неназванная версия Таноса также появляется, и оказывается, что инкарнации Таноса, которые сражались с Тором и Ка-Заром, были его клонами. Настоящий Танос — с помощью Адама Уорлока, Гаморы, Пипа Тролля, Человека-паука, Капитана Марвела и Доктора Стрэнджа — уничтожает оставшихся клонов.
Когда древнеегипетский фараон по имени Акхенатен использовал источник космической силы, чтобы захватить власть на Земле в настоящее время (убив большинство героев Земли в процессе), Танос использует военную хитрость в путешествиях во времени, чтобы победить его. Танос затем использовал артефакт, чтобы исправить действия Акхенатена и также исправить изъян во вселенной. Изменённый этим опытом, Танос рассказывает Адаму Уорлоку, что он больше не будет пытаться захватить Вселенную.
Танос решил искупить вину за разрушение Ригела-3 и соглашается помочь колонии Ригеланцев в эвакуации с планеты до того, как Галактус поглотит её. В ходе этой миссии Танос узнаёт, что Галактус собирает Камни Бесконечности в попытке положить конец его вселенскому голоду. Танос позже узнаёт, что Галактусом манипулировали, чтобы он выпустил на свободу космическую угрозу, известную как Голод, который поглощает целые вселенные. Несмотря на сопротивление Таноса, Галактус освобождает существо, но когда становятся ясны намерения этого существа, Галактус и Танос объединяются, чтобы уничтожить его.
По пути в Килн, межгалактическую тюрьму, Танос встречает Смерть, впервые заговорившую с ним. Смерть заявляет, что это стоит ухаживаний, но он должен предложить что-то другое, не смерти. В Килне Танос обнаруживает Стар-Лорда и воина Ши’ар Гладиатора, обоих в заключении, и Потустороннего (англ. Beyonder), который оказался в амнезии, поскольку решил принять форму смертной женщины. Танос сразился с Потусторонним и заставил его разум выключиться, оставив его силу заключённой в коматозном теле смертного. После этого Танос покинул Килн в компании Скрита, хаосмайта, освобождённого из тюрьмы, велев офицерам Килна поддерживать жизнь Потустороннего вечно, чтобы божество не смогло переродиться. Затем Танос встретил Падшего, бывшего Геральда Галактуса, победил его и полностью подчинил его сознание.

### Аннигиляция
В ходе Аннигиляционной Войны Танос объединился со злодеем Аннигилусом. Когда Волна Аннигиляции уничтожила Килн, Танос послал Падшего проверить статус Потустороннего, чьё смертное воплощение погибло. До того, как Падший рассказал ему, Танос сталкивается с Тенеброусом и Эгидой, двумя древними врагами Галактуса. Танос убедит Тенеброуса и Эгиду присоединиться к Волне Аннигиляции, чтобы отомстить Галактусу, и они побеждают Пожирателя Миров и Серебряного Сёрфера. Аннигилус хочет узнать секреты Космической силы и просит Таноса изучить Галактуса. Как только Танос узнаёт истинную цель Аннигилуса — использовать Космическую Силу, чтобы уничтожить всю жизнь и остаться единственным выжившим, — он решает освободить Галактуса. Дракс Разрушитель убивает Таноса до того, как тот делает это, но обнаруживает, что Танос установил на этот случай устройство, позволяющее Сёрферу освободить Галактуса в случае, если Аннигилус предаст его. В ходе климатической войны с Аннигилусом Нова почти умер и увидел Таноса стоящим рядом с Госпожой Смерть.

### Танос Повелитель
Кокон, защищающий Вселенскую Церковь Истины, как оказалось, скрывал Таноса, выбранного Обливионом на роль нового Аватара Смерти. Воскрешённый до того, как его разум успел полностью сформироваться, Танос бездумно вошёл в неистовство, однако потом был схвачен Стражами Галактики. Танос притворился, что помогает Стражам против вторжения вселенной Рака (англ. Cancerverse) и после обнаружения его происхождения убивает альтернативную версию Мар-Велла, самопровозглашённого Аватара Жизни. Это вызвало коллапс вселенной Рака, в котором стражи Нова и Стар-Лорд пожертвовали собой, чтобы заточить Таноса во взрывающейся реальности.

### Танос и Тэйн
Танос вскоре вторгается на Землю после того, как ему сообщили, что большинство Мстителей временно покинули планету. Он начинает нападение на Аттилан, который он предлагает сэкономить в обмен на смерть всех нелюдей в возрасте от 16 до 22 лет. Чёрный Гром позже сообщает героям и нелюдьми, что истинная цель вторжения — найти и убить Тэйна, очень сильно похожего на самого Таноса и которого титан тайно родил несколько лет назад. Танос оказывается в ловушке в кармане, заложенном его сыном. Танос освобождён Нэмором и был среди злодеев, которые присоединились к его Кабалу, чтобы уничтожить другие миры. Затем Танос встречает свой конец на Мире Битв, где он легко убит Богом Императором Думом во время попытки восстания.

### Avengers Assemble
Танос в конце концов возвращается на Землю, ищет искусственный Космический Куб и формирует воплощение преступной группировки Зодиак, но оказывается побеждён Мстителями и Стражами Галактики, а затем оставлен в заключении у Старейшин Вселенной.

### Танос вернулся
Танос позже каким-то образом восстанавливается, убегает из плена, и восстанавливает свои силы Чёрного Ордена от Корвуса Глэйва. После того, как он перехватил команду своего «чёрного квадранта», Танос обнаруживает, что умирает. Танос пытается заставить Ментора найти лекарство от его болезни, но убивает его, когда он оказывается неспособен это сделать. Таноса задержала и побила Императорская гвардия Шиара после того, как он вторгся на самую планету станции своего отца, сидящей на их территории. Быстрый переход в будущее показывает отчуждённого сына Таноса Тэйн, который превзошёл своего безумного отца с олицетворением смерти на его стороне.
В настоящее время запертый в пределах максимальной безопасности космического Алькатраса, Танос сидит один в клетке, поскольку его болезнь разрушает его тело. Все, будучи издевательством над тюремным надзирателем, которого он заманил в ложное чувство безопасности, чтобы убежать; срывая с него руку для выхода из тюрьмы и убивая половину своего личного персонала в попытке свободы. Уклонившись от своего тюремного заключения до его самоуничтожения, Танос отступил в скрытый форпост, где когда-то размещалась ловушка корыстолюбия, верная только ему. Только для того, чтобы найти его уничтоженным у руки нового любовника Смерти Госпожи; которая обнаруживает, что она поразила своего бывшего аватара своей смертельной болезнью, будучи его сыном Тэйном, теперь обладающим силой Силы Феникса, Кого под её уговором изгнали сумасшедшего титана обратно к уничтоженной Луне Титана, теперь полностью лишённой его божественных сил.
В течение следующих нескольких месяцев Танос выжил бы в одиночестве и почти бессилен в руинах его родного города. Выжидая плоть мутировавших паразитов, и, когда их атаковали местные мусорщики, которые охотились на него в его ослабленном состоянии, его вскоре подхватили маловероятные экипажи преданных когорт Тэйна Трюко Слаттера, его приёмная дочь Небула и его брат Эрос из Титана. Услышав о своём бедственном положении, трое смутились, чтобы найти Таноса, лишённого всего, кем он был и когда-либо был; его вторая дочь только согласилась приехать, чтобы убить своего отца, немедленно напала на него.
Звёздный Лис смог упредить её попытку отцепиться, пригласив своего своенравного тирана брата на судно. Танос упомянул, что единственный способ избавиться от его смертности — это искать Божьего Карьера, провозглашённого Ведьмами Бесконечности. Звёздный Лис изначально написал это как басню и фольклор. Теперь на пути к космическому ковену, установленному на краю известной вселенной, Танос и экипаж перестают чёрную дыру, прекрасно зная, что именно там ведьмы делают свой дом. «Безумный Титан» вскакивает в нос небытия вместе со своим братом, который не доверяет своему безупречному брату с предполагаемой бесконечной силой этого коллектива; сохранив сокрушительную силу сингулярности, в которую они ввалились, Танос и Эрос приветствуют Ковен на благочестивом кладбище.
Танос требует от трёх, которые возвратят ему божественность. Звёздный Лис пробует своё лучшее очарование, чтобы его можно было упрекнуть только за то, что они были упреканы им, в значительной степени от радости Таноса, когда они преждевременно состарили его. Увидев, что это не было ни их местом для уничтожения, ни отвращения тех, кто их ищет, ведьмы утверждают, что единственный способ вернуть военачальника снова — это спуститься в Божественный карьер и дождаться суда, который испытал бы его душу. Сразу же после того, как он ступил на кладбище старых богов, Танос погрузился в скалу, в которой они отдыхают.
Когда началось его путешествие по ядру, процесс Таноса начался с него как лидера Земли и вселенных величайших чемпионов, Мстителей. Но он не в силах сбежать от ворчащего чувства, что он что-то забыл, пока сам карьер, одетый в обличье Сокола, не напоминает ему о том, кем он был; соблазняя его жить в качестве героя и человека в мире в первый раз в его бессмертной жизни. Но Танос смеётся маниакально, когда он холодно упрекает такой путь, безжалостно убивая его друзей и союзников, предпочитая оставаться тем, кем он всегда был. Его космическая мощь вернулась к нему, Танос освободился от Бога-карьера, в котором он немедленно обращается к своему брату Эросу и угрожает ковену освободить его из своего домена, чтобы он мог завершить начатое.

### Финальное путешествие Таноса
Спустя некоторое время после битвы с Тэйном, Танос отправляется в родной мир Читаури. Однако, подчиняя себе планету, он атакуется существом, идентифицированным только как Призрачный Гонщик, который захватывает Танос и использует часть сломанного Камня Времени, чтобы принести Таносу миллионы лет в будущее, где он встречает пожилую версию самого себя, уничтожил почти всю жизнь во Вселенной. Сначала Танос считает, что это своего рода трюк, но убеждён, как только Царь Танос произнесёт имя Диона, которое мать Таноса намеревалась назвать его, прежде чем она сошла с ума. Царь Танос показывает, что ему нужна помощь молодого человека, чтобы победить Падшего, последнего оставленного во Вселенной, чтобы он мог наконец воссоединиться со Смертью. Падший вскоре прибыл, показав, что он стал тёмным Серебряным Сёрфером, вооружённым полчищами Аннигилуса и Мьёльнира умершего Тора, используя последнего, чтобы быстро убить Всадника. Сёрфер отвлекается на дикого Халка, которого Танос держал в цепях в своём подвале, позволяя двум Таносам убить его с помощью Сумеречного Меча Суртура. После смерти Сёрфера Смерть прибывает, и Танос осознаёт истинную причину, по которой царь Танос привёл его в будущее: так что царь Танос может окончательно умереть, рассуждая, что, если он умрёт, это может быть только от его рук. Во-первых, Танос более чем счастлив обязать свою просьбу своего будущего коллеги, но быстро останавливается, разочаровавшись в том, насколько жалким и покорным стало его старшее «я». Решив никогда не становиться таким жалким и самодовольным, как царь Танос, Танос использует фрагмент «Камня Времени» и «Силы Космоса» оставленный в трупе Сёрфера, чтобы вернуться к сегодняшнему дню. По мере того как будущее начинает рушиться вокруг него, король Танос осознаёт, что его молодое «я» предприняло необходимые шаги, чтобы гарантировать, что эта кошмарная временная шкала никогда не произойдёт. Когда он исчезает в ничто, король Танос спрашивает Смерть, что делает его молодое «я», которому она просто отвечает «он выиграл». Как он это сделал, неизвестно.

## Силы и способности
- Генетическая аномалия: Танос имеет генетическое отклонение: по неизвестным причинам он родился мутантом и отличается от представителей своей расы, которую позже истребил.
- Неуязвимость: большинство атак не способны нанести Таносу никакого урона. Впервые он обнаружил такую прочность, зайдя в камеру сгорания космического корабля, при попадании в которую плоть обычных существ превращается в пепел за несколько секунд; Танос же не получил никакого ущерба. Танос выстрелил себе в висок из оружия, которое изобрёл его отец для уничтожения своего сына, что никак не отразилось на целостности тканей головы титана. Находясь на борту авианосца Щ. И. Т., наполненного многими видами кинетического оружия, Танос без труда перенёс взрыв этого гигантского транспорта. Позже Танос неоднократно выдерживал сильнейшие атаки таких существ, как Халк, Гиперион и Тор, нападения своего клона Омеги, силы которого были скрещены с силой Галактуса. В своё время энергетическая атака Серебряного Сёрфера, сделанная почти в упор, никак не отразилась на теле титана, он просто был окружён облаком дыма, созданного этим бластом. Было показано, что Танос может не только выдержать крик Чёрного Грома, но и без повреждений перенести сильнейшие энергетические атаки Одина и Галактуса. Танос даже нырнул в источник энергии самой вселенной и пережил это, хотя подобное должно было не только свести с ума любого, но и уничтожить его тело.
- Регенеративный фактор: тело Таноса обладает мощным регенеративным фактором, который за несколько секунд способен вылечить даже проникающие ранения внутренних органов. Танос защищён от большинства вирусов и токсинов, он может находиться в открытом космическом пространстве, сколько пожелает. Даже перемещения сквозь реальность практически не влияют на Таноса.
- Бессмертие: Танос, как любовник Леди Смерть, получает особые привилегии в плане смертности. Было время, когда Танос вовсе был защищён от попадания в царство Смерти и никакой урон не мог уничтожить его. Сейчас, хоть подобным правом Танос не обладает, он неоднократно демонстрировал способность возвращаться после полного уничтожения: не так давно Танос был уничтожен не обычным способом, а совместной атакой Звёздного Лорда с Космическим Кубом и Новой Прайм, пожертвовавшим своей жизнью, однако и после этого Танос смог возродиться.
- Сверхчеловеческая сила: Танос обладает огромной физической силой, выходящей далеко за стотонный показатель. Танос является одним из сильнейших существ во вселенной. Танос легко одолел Тора и Существо одновременно. Его физических показателей было достаточно, чтобы сражаться с Чемпионом Вселенной, который был вооружён камнем силы, и выйти в силовой поединок с Джаггернаутом. Он настолько силён, что в некоторых случаях мог вырубить Серебряного Сёрфера одной пощёчиной, а в большинстве других несколькими ударами доводил Норрина до состояния, близкого к смерти.
- Космическая энергия: вероятно, Танос с помощью кибернетических улучшений и мистических ритуалов — а возможно, и имея некий природный потенциал к управлению космической энергией — научил свой организм излучать мощнейшие волны энергии, чья слабая атака полностью испепеляет обычного индивида. В разное время атаки Таноса наносили урон не только таким существам, как Адам Уорлок и Дракс Разрушитель, но и таким, как Один и даже Галактус, последний от мощной атаки Таноса отлетел на сотни метров, при ударе разрушив свой шлем. Его атаки настолько сильны, что сам Посредник с камнем души еле справлялся с ними, и в итоге пал перед мощью Таноса. Титан способен генерировать потоки энергии не только из рук, но и глаз, которые сбивают существ, подобных Тору, с ног, а обычных превращают в пепел.
- Иные виды энергии: Танос способен создавать атаки электромагнитным полем, в одном из поединков с Мстителями он применил способность генерирования магнитного поля.
- Влияние на материю: с помощью мистических знаний и космической энергии Танос способен влиять на межатомные связи и изменять их: однажды он превратил своего генерала в камень.
- Невидимость: Благодаря собственным силам с помощью бионики и мистицизма, он даровал себе возможность, которая делает его абсолютно невидимым.
- Силовые поля: вероятнее всего, именно благодаря технологиям Танос демонстрировал создание прочных защитных силовых полей, в своё время они спасли его от атак Тора и Чемпиона с камнями Силы.
- Полёт: неизвестно точно, каким образом Танос способен летать, вероятно, это происходит за счёт направления под себя потоков космической энергии. И хотя Танос редко использует возможность летать, он показал невероятную скорость, которая способна максимально приблизиться к световым скоростям.
- Псионические способности: видимо, с помощью науки и самопознания Танос развил в своём теле ограниченные телепатические способности:

 — Астральная Проекция: было показано, как в образе огромной парящей головы Танос смог связаться с Серебряным Сёрфером, находящимся от него за многие световые годы. В такой форме он был видим для Радда и мог общаться с ним.
 — Телепатический контроль: Танос может подчинить себе слабый ум, во время недавней встречи с Мстителями им оказался Халк, который создал немало проблем для своих союзников, перейдя в подчинение Таноса.
 — Защита: Танос имеет повышенную телепатическую защиту, его ум способен противостоять вторжению самых сильных телепатов.
 — «Разумо-Временная деформация»: в первой битве с Драксом Разрушителем Танос продемонстрировал особое умение, видимо, связанное с телепатическими возможностями. Танос перенёс их дуэль в плоскость сознания, где время замирает. Имея преимущество над врагом, Танос создавал всевозможные ловушки и преграды для Дракса, таким образом победив его.
- Интеллект:

«К 12 годам Танос исследовал каждый сантиметр промёрзшей луны, где он родился. К 13 он ходил по горячему ядру Сатурна. К 15 он нанёс на карты звёзды тысяч галактик, но космос не давал ответы на многие его вопросы».
- Знания: ещё с ранних лет Танос стремился к знаниям. Будучи ещё подростком, ему удалось генетически модифицировать один из видов цветов и всерьёз рассматривать причины своей генетической аномалии. Он учился быстрее, чем его учили. В 15 у него уже была собственная секретная лаборатория и множество созданных им же инструментов. Танос признанно считается сверхгением практически во всех известных науках вселенной.
- Генная инженерия: Танос преуспел и в этой отрасли науки. Он создал тысячи своих клонов, самые сильные из них имели смежное ДНК с другими сверхгероями и предназначались для противостояния с Профессором X, Доктором Стренджем, Гладиатором и даже Галактусом.
- Создание космических аппаратов: Танос создал огромное количество аппаратов для перемещения в открытом космосе, его изобретения в этом плане не ограничиваются Космическим Троном: он автор многих космических кораблей и даже космических станций. Он также является гением в работе с программным обеспечением, ещё в молодости он за несколько секунд мог взламывать самые защищённые информационные сети.
- Тайные космические знания: в молодости став космическим пиратом, Танос повидал сотни планет и встретился со множеством инопланетных цивилизаций. Танос посвящён в тайны космических глубин, является знатоком самого строения вселенной, располагает сведениями о самых сильных артефактах мира. Танос — один из немногих, кто владел Перчаткой Бесконечности, Космическим Кубом и Сердцем Вселенной.
- Мистицизм: Танос имеет продвинутые знания в мистицизме и оккультных науках как современных, так и древних цивилизаций. Некоторые из этих знаний погибли вместе со своими цивилизациями и остались лишь в руках Таноса. Однажды ему даже удалось наложить проклятие вечной жизни на Дэдпула.

«Его имя — Танос! Его имя — Смерть!».
- Правитель: ещё с молодости Танос окружал себя различными подчинёнными. Всё началось с пиратства: вначале — с одного корабля, затем в подчинении Таноса была целая армада пиратских крейсеров, которая нападением на планету могла полностью уничтожить жизнь на ней. Танос сам признавался, что постоянно хочет подчинить хаос происходящего своей воле. Не так давно героям Земли пришлось столкнуться с межгалактическим захватом Таноса, который стал императором, подчинив своей воле множество космических рас. Танос не имеет никакой жалости к проступкам своих подчинённых и является властным тираном.
- Маниакальные наклонности: Таноса не оставлял вопрос о его происхождении, он не мог понять, почему он другой, в чём его предназначение. Отдушину, как это ни прискорбно, он нашёл в исследованиях. Начав с препарирования зверей, Танос в итоге перешёл на себе подобных. Не достигнув совершеннолетия, он тщательно исследовал 18 особей, среди которых была его собственная мать.
- Боец: Танос — опытный боец, он приобрёл повышенные навыки рукопашного боя ещё в молодости, уничтожая голыми руками целые армии. Он продемонстрировал, что способен сражаться с самим Чемпионом в рукопашном бою, не говоря уже о таких воинах, как Дракс или Тор.

## Снаряжение
- Камни Бесконечности (ранее): Танос продемонстрировал невероятное сопротивление силе Камней Бесконечности, он одолел Посредника, обладающего камнем души; продолжал бой с Чемпионом, обладающим камнем силы до тех пор, пока он не уничтожил планету, на которой шёл бой, и не отдал добровольно камень Таносу; одолел старейшину вселенной Садовника, обладающего камнем времени. Обладая тремя камнями, Танос легко победил Раннера с камнем пространства, выменял у Коллекционера камень реальности, а затем обхитрил Гроссмейстера с камнем разума. Позже Танос успешно сражался против Тора, обладающего камнем силы, и победил его с помощью изобретённого энергетического оружия. Хотя не обошлось без казусных ситуаций, когда казалось бы смехотворные противники — Зверо-Мстители, используя силу Камней Бесконечности, заключили Таноса в параллельном измерении.
- Перчатка Бесконечности (ранее): была создана Таносом для общего применения всех шести камней бесконечности. Обладая полным комплектом камней, Танос мог контролировать всю вселенную, не имея равных по силе в своей реальности, легко побеждая таких противников, как Галактус, Незнакомец, Целестиалы и даже Вечность.
- Космический куб (ранее): Танос неоднократно владел могущественным артефактом — Космическим Кубом. Его космические силы возрастали до невероятных границ и давали возможность противостоять и одолеть в одиночку членов космического совета, среди которых были Посредник, Незнакомец и Коллекционер. Он мог с кубом одолеть самых непобедимых воинов вселенной. Обладая кубом, Танос мог движением пальцев уничтожать не только планеты, но и целые галактики.
- Сердце Вселенной (ранее): нырнув в источник силы вселенной, Танос обрёл сердце вселенной — невероятная сила, которая имеет безграничный потенциал бесконечностей (могущественней Звёздной метки). С её помощью он легко смог уничтожить вселенную вместе с такими высшими абстракциями, как Живой Трибунал, Звёздные метки, Вечность и Бесконечность. Разрушив всё, Таносу затем удалось восстановить нанесённые им разрушения. Позже выяснилось, что Таносом манипулировал создатель Вселенной Всевышний, чтобы исправить дефекты Вселенной, к которым Танос несомненно был причастен.
- Орбита мощности (ранее): розовая сфера, повышающая энергетические возможности. Обладая ею, Танос один на один противостоял Тиранту.
- Космический трон: раньше Танос постоянно путешествовал, восседая на парящем троне, который мог перемещать его по космическим просторам и имел функцию телепортации на космические расстояния. На нём он мог лавировать с планеты на планету и даже из галактики в галактику. На вершине трона располагался мощный энергетический проектор, который был способен атаковать врага с силой, достаточной для нанесения урона Серебряному Сёрферу. С помощью трона Танос способен путешествовать сквозь параллельные миры и измерения. Возможности трона доступны титану даже тогда, когда он находится далеко от него, например, он может телепортироваться к нему или использовать, не восседая на нём, его защитные силовые щиты, способные выдержать атаки Серебряного Сёрфера и Чемпиона, обладающего камнем силы.
- Машина времени: среди многих изобретений Таноса числится аппарат, позволяющий перемещаться во времени.

## Другие версии
В альтернативной вселенной, описываемой в ограниченной серии Earth X, Танос проживает в Области Мёртвых вместе с божеством Смерть.
Танос описан в ограниченной серии Marvel Zombies 2, чьё действие разворачивается в альтернативной вселенной «Земля-2149». Будучи «зомбифицированным», персонаж убит Халком после ссоры из-за еды.
В ходе кроссовера 1996 года Amalgam Comics, в котором объединялись персонажи DC Comics и Marvel, Танос был объединён с Дарксайдом и стал «Таносайдом».
В сольном комиксе посвящённый Космическому Призрачному Гонщику, появился ещё одна версия Таноса, который является Карателем, но из-за того что Фрэнк Касл из Земли-TRN-666 хотел перевоспитать Таноса чтобы никто не умер от его рук и увидев что он сделал Танос-Каратель, его ликвидировал Фрэнк, и вернул младенца Таноса в его родной дом и версия Таноса как и возрождённая вселенная TRN-666 была стёрта.

### Ultimate Marvel
В рамках импринта Ultimate Marvel в серии Ultimate Fantastic Four появляется альтернативная версия Таноса, являющегося правителем Ашерона (он имеет сына с именем Ронан Обвинитель, одержимого Кубом), огромной империи, состоящей из тысяч миров, существующей на разных планах бытия.

## Вне комиксов

### Мультсериалы
- Танос, озвученный Гэри Кроуфордом, появился в мультсериале «Серебряный Сёрфер». Стал главным антагонистом Сёрфера после того, как тот покинул Галактуса. В последнем эпизоде мультсериала Серебряный Сёрфер сражался с ним за спасение Вселенной, но, так как сериал не был завершён (было снято только 13 эпизодов вместо запланированных 26), исход поединка остался неизвестным. Из-за стандартов телекомпании Fox Танос описывается как поклонник женской персонификации хаоса (упоминаемой, как Леди Хаос), а не Смерти[50].
- Танос появляется в «Супергеройский отряд», озвученный Стивеном Блумом в первом сезоне и Джимом Каммингсом во втором.
- Появляется в конце первого сезона мультсериала «Мстители, общий сбор!» и играет важную роль во втором сезоне, являясь, по сути, главным антагонистом.
- В м/с Стражи Галактики (2015) является главным противником в 1-м сезоне. Во втором сезоне и в третьем он тоже появлялся. Только в третьем сезоне он демонстрировался как «запасной план для Стражей Галактики», чтобы остановить Змея. После неудачной попытки попал в царство Хелы.
- Разные версии Таноса появляются в мультсериале «Что, если…?».

### Кино
В первом фильме «Мстители» Таноса сыграл малоизвестный актёр Дэмион Пуатье. В 4 фильмах Таноса сыграл Джош Бролин.
Танос появляется в первой сцене после титров фильма, когда повелитель читаури извиняется перед ним.

Коллекционная фигурка, Декабрь 2011

По сюжету именно он является заказчиком Ронана. Танос появляется ближе к середине фильма, где сообщает Ронану свои требования. В отличие от «Мстителей», в данном фильме суперзлодей появился полностью.
Танос появляется в сцене после титров, где забирает перчатку бесконечности и начинает охоту за камнями бесконечности.
В конце фильма перед глазами Тора и Локи, летящими на звездолёте, неожиданно «всплывает» гигантский флагманский корабль Таноса.
Танос начал охоту за камнями бесконечности, чтобы устроить геноцид во вселенной. В итоге он побеждает Мстителей и Стражей Галактики и собирает все Камни бесконечности в полную Перчатку, делая щелчок, в результате чего половина существ во Вселенной начинает исчезать и обращается в прах. Сам же Танос с помощью Камня пространства телепортировался на планету 0269-S (Титан II) и начал в полном одиночестве наблюдать закат и наслаждаться им.
В начале фильма Мстители нападают на его хижину, но выясняется, что  уничтожил Камни. В гневе Тор убивает его. Затем в фильме появляется Танос из прошлого во время путешествия Мстителей во времени. Память Небулы из настоящего синхронизируется с памятью Небулы из прошлого и Танос узнаёт всё, что произойдёт в будущем. Благодаря Небуле он попадает в настоящее со всей своей армией и Чёрным Орденом. В начале он сражается с Железным человеком, Капитаном Америка и Тором, но позже в битву вступают герои, исчезнувшие после щелчка. В руки Таноса попадает Перчатка Мстителей со всеми Камнями, но Железный человек отбирает их и щёлкает пальцами. После этого вся армия Таноса исчезает, как и он сам с достоинством признав своё поражение.
Танос упоминается Тарианом из Дома Кассиусов в разговоре с генералом Гленном Тэлботом/Гравитоном и Ковасом из Конфедерации в 20 серии 5 сезона сериала «Агенты Щ. И. Т.». Тариан сообщает о нём, как о приближающейся к Земле угрозе.
Также анонсирована неканоничная книга-приквел Thanos — Titan Consumed.

### Музыка
- Песня My Name Is Thanos группы Emmure посвящена Таносу.

### Видеоигры
- Танос появляется как финальный босс в игре Marvel Super Heroes для аркадных автоматов.
- Танос является игровым персонажем в Marvel vs. Capcom 2: New Age of Heroes.
- Танос является главным боссом в игре Marvel Super Heroes: War of the Gems.
- Танос является игровым персонажем в играх Lego Marvel Super Heroes, Lego Marvel Super Heroes 2 и в Lego Marvel's Avengers.
- Танос является игровым персонажем в игре Marvel: Contest of Champions.
- Танос появляется в качестве играбельного персонажа в игре Marvel future fight.
- Танос появляется в игре Marvel’s Guardians of the Galaxy: The Telltale Series.
- Танос появляется в игре Marvel vs. Capcom: Infinite.
- Танос временно появляется в игре Fortnite в отдельном режиме.
- Танос появляется в игре для Nintendo Switch «Marvel Ultimate Alliance 3:the Black Orden.».

### Игрушки
- «Toy Biz», «Diamond Select Toys», «Bowen Designs» и «Eaglemoss» выпустили статуэтки Таноса.

## Коллекционные издания
Истории о Таносе были переизданы в коллекционных изданиях в мягкой обложке:
- The Life of Captain Marvel (содержит Iron Man № 55, Captain Marvel № 25-34, Marvel Feature № 12), 1991, ISBN 0-87135-635-X
- Essential Avengers: Volume 6 (включает Captain Marvel № 33; The Avengers № 125, 135), 576 страниц, февраль 2008 года, ISBN 0-7851-3058-6
- The Greatest Battles of the Avengers (включает Avengers Annual № 7), 156 страниц, декабрь 1993 года, ISBN 0-87135-981-2
- Essential Marvel Two-in-One: Volume 2 (включает Marvel Two-in-One Annual № 2), 568 страниц, июль 2007 года, ISBN 0-7851-2698-8
- Marvel Masterworks Captain Marvel: Volume 3 (включает Captain Marvel № 22-33, Iron Man № 55), 288 страниц, апрель 2008 года, ISBN 0-7851-3015-2
- Marvel Masterworks Warlock: Volume 2 (содержит Warlock № 9-11, 15; Avengers Annual № 7; Marvel Two-in-One Annual № 2), твёрдая обложка, 320 страниц, июнь 2009 года, ISBN 0-7851-3511-1
- The Death of Captain Marvel (содержит Captain Marvel № 34, Marvel Spotlight № 1-2, Marvel Graphic Novel № 1), 128 страниц, твёрдая обложка, июнь 2010 года, ISBN 0-7851-4627-X
- Silver Surfer: Rebirth of Thanos (включает в себя Silver Surfer № 34-38; The Thanos Quest мини-серия; «The Final Flower!» с Logan’s Run № 6), 224 страниц, апрель 2006 года, ISBN 0-7851-2046-7 (твёрдая обложка, август 2010 года, ISBN 0-7851-4478-1)
- Infinity Gauntlet (collects Infinity Gauntlet limited series), 256 страниц, март 2000 года, ISBN 0-87135-944-8 (декабрь 2004 года, ISBN 0-7851-0892-0; июль 2006 года, ISBN 0-7851-2349-0; твёрдая обложка, август 2010 года, ISBN 0-7851-4549-4)
- Infinity War (содержит ограниченную серию Infinity War; Warlock and the Infinity Watch № 7-10; Marvel Comics Presents № 108—111), 400 страниц, апрель 2006 года, ISBN 0-7851-2105-6
- Infinity Crusade:
  - Volume 1 (содержит Infinity Crusade № 1-3, Warlock Chronicles № 1-3, Warlock and the Infinity Watch № 18-19), 248 страниц, декабрь 2008, ISBN 0-7851-3127-2
  - Volume 2 (включает Infinity Crusade № 4-6, Warlock Chronicles № 4-5, Warlock and the Infinity Watch № 20-22), 248 страниц, февраль 2009 года , ISBN 0-7851-3128-0
- Thor: Blood and Thunder (содержит Thor № 468—471, Silver Surfer № 86-88, Warlock Chronicles № 6-8, Warlock and the Infinity Watch № 23-25), 336 страниц, июль 2011 года, ISBN 978-0-7851-5094-7
- DC versus Marvel Comics (включает мини-серию DC vs. Marvel, Doctor Strangefate № 1), 163 страницы, сентябрь 1996 года, ISBN 1-56389-294-4
- Ka-Zar Марка Уэйда и Энди Кьюберт:
  - Volume 1 (содержит Ka-Zar № 1-7, Tales of the Marvel Universe № 1), 208 страниц, январь 2011 года, ISBN 978-0-7851-4353-6
  - Volume 2 (включает Ka-Zar № 8-14, Annual '97), 216 страниц, март 2011 года, ISBN 978-0-7851-5992-6
- Deadpool Classic: Volume 5 (содержит Deadpool № 26-33, Baby’s First Deadpool, Deadpool Team-Up № 1), 272 страницы, июнь 2011 года, ISBN 978-0-7851-5519-5
- The Mighty Thor Дэна Юргенса и Джона Ромиты-младшего: Volume 4 (содержит Thor том 2 № 18-25, Annual 2000), 256 страниц, ноябрь 2010 года, ISBN 978-0-7851-4927-9
- Infinity Abyss (включает в себя ограниченную серию Infinity Abyss), 176 страниц, 2003 год, ISBN 0-7851-0985-4
- Thanos: The End (включает в себя ограниченную серию Marvel: The End), 160 страниц, май 2004 года, ISBN 0-7851-1116-6
- Thanos:
  - Epiphany (содержит Thanos № 1-6), 144 страницы, июнь 2004 года, ISBN 0-7851-1355-X
  - Samaritan (содержит Thanos № 7-12), 144 страницы, октябрь 2004 года, ISBN 0-7851-1540-4
- Annihilation:
  - Volume 1 (содержит мини-серию Drax the Destroyer, one-shot Annihilation: Prologue, мини-серию Annihilation: Nova), 256 страниц, октябрь 2007 года, ISBN 0-7851-2901-4 (твёрдая обложка, март 2007 года, ISBN 0-7851-2511-6)
  - Volume 2 (содержит мини-серии Annihilation: Ronan, Annihilation: Silver Surfer и Annihilation: Super-Skrull), 320 страниц, ноябрь 2007 года, ISBN 0-7851-2902-2 (твёрдая обложка, май 2007 года, ISBN 0-7851-2512-4)
  - Volume 3 (содержит one-shot Annihilation: The Nova Corps Files, ограниченную серию Annihilation, мини-серию Annihilation: Heralds of Galactus), 304 страницы, декабрь 2007 года, ISBN 0-7851-2903-0 (твёрдая обложка, июль 2007 года, ISBN 0-7851-2513-2)
- The Thanos Imperative (содержит The Thanos Imperative № 1-6, The Thanos Imperative: Ignition, The Thanos Imperative: Devastation, Thanos Sourcebook), 248 страниц, твёрдая обложка, февраль 2011 года, ISBN 0-7851-5183-4

## Критика и отзывы
Танос занял 47-е место в списке 100 величайших злодеев комиксов по версии IGN в 2009 году, 22-е место в списке 100 величайших злодеев по версии Wizard и 21-е место в списке величайших злодеев комиксов по версии Complex в 2013 году.